# Championnat de Grenade de football 2017-2018
Navigation
Saison précédente Saison suivante
La saison 2017-2018 du Championnat de Grenade de football est la quarante-sixième édition de la Premier Division, le championnat national à la Barbade. Les onze équipes engagées sont regroupées au sein d'une poule unique où elles s'affrontent à deux reprises. En fin de saison, les trois derniers du classement sont relégués tandis que le 8e dispute un barrage de promotion-relégation face au 3e de First Division.
C'est le club de Carib Hurricanes FC qui remporte la compétition cette saison après avoir terminé en tête du classement final, avec trois points d'avance sur Paradise FC International et sept sur Hard Rock FC. C'est le cinquième titre de champion de Grenade de l'histoire du club, qui réalise d'ailleurs le doublé en s'imposant en finale de la Coupe de Grenade face à St. John's Sports.

## Les clubs participants
- Carib Hurricanes FC
- ASOMS Paradise
- Hard Rock FC
- Queens Park Rangers
- Mount Rich FC
- St. John's Sports
- Chantimelle FC
- Eagle Super Strikers - Promu de First Division
- Grenada Boys Secondary School FC - Réintégré à la Premier Division
- SAB Spartans SC - Promu de First Division
- TA Marryshow Community College - Promu de First Division

## Compétition
Le barème de points servant à établir le classement se décompose ainsi :
- Victoire : 3 points
- Match nul : 1 point
- Défaite : 0 point

### Classement
| Rang | Équipe                           | Pts | J  | G  | N | P  | Bp | Bc | Diff |
| ---- | -------------------------------- | --- | -- | -- | - | -- | -- | -- | ---- |
| 1    | Carib Hurricanes FCC             | 47  | 19 | 15 | 2 | 2  | 46 | 16 | +30  |
| 2    | ASOMS Paradise                   | 44  | 20 | 14 | 2 | 4  | 51 | 18 | +33  |
| 3    | Hard Rock FC                     | 40  | 20 | 12 | 4 | 4  | 31 | 20 | +11  |
| 4    | St. John's Sports                | 31  | 20 | 9  | 4 | 7  | 35 | 23 | +12  |
| 5    | Eagle Super StrikersP            | 28  | 20 | 7  | 7 | 6  | 35 | 32 | +3   |
| 6    | Queens Park Rangers              | 27  | 19 | 8  | 3 | 8  | 36 | 34 | +2   |
| 7    | Mount Rich FC                    | 25  | 20 | 7  | 4 | 9  | 32 | 38 | -6   |
| 8    | Grenada Boys Secondary School FC | 20  | 19 | 5  | 5 | 9  | 24 | 35 | -11  |
| 9    | Chantimelle FC                   | 19  | 20 | 5  | 4 | 11 | 22 | 39 | -17  |
| 10   | SAB Spartans SCP                 | 14  | 19 | 4  | 2 | 13 | 21 | 43 | -22  |
| 11   | TA Marryshow Community CollegeP  | 9   | 20 | 2  | 3 | 15 | 17 | 52 | -35  |

|  | Champion de Grenade 2017-2018                                    |
|  | Participation au barrage de promotion-relégation                 |
|  | Relégation en First Division                                     |
|  | C : Vainqueur de la Coupe de Grenade P : Promu de First Division |

- Le Grenada Boys Secondary School FC semble protégé de la relégation ou d'un barrage de promotion-relégation.
- Deux rencontres n'ont jamais été disputées, les équipes concernées choisissant de ne pas se présenter au coup d'envoi.

### Barrage de promotion-relégation
| Équipe 1                     | Résultat | Équipe 2      | Aller | Retour |
| ---------------------------- | -------- | ------------- | ----- | ------ |
| Royal Grenada Police FC (D2) | 3 - 4    | Mount Rich FC | 0 - 3 | 3 - 1  |

- Les deux équipes se maintiennent au sein de leur championnat respectif.

## Bilan de la saison
| Championnat de Grenade de football 2017             |                                |
| Champion                                            | Carib Hurricanes FC (5e titre) |
| Coupes et trophées                                  |                                |
| Vainqueur de la Coupe de Grenade 2017               | Carib Hurricanes FC            |
| Qualifications continentales                        |                                |
| Championnat des clubs caribéens de la CONCACAF 2019 | Aucun                          |
| Promotions et relégations                           |                                |
| Promus en Premier Division                          | FC Camerhogne                  |
| Promus en Premier Division                          | Happy Hill SC                  |
| Relégués en First Division                          | Chantimelle FC                 |
| Relégués en First Division                          | SAB Spartans SC                |
| Relégués en First Division                          | TA Marryshow Community College |